# Карпово-Надеждинка
Карпово-Надеждинка (укр. Карпово-Надеждинка) — село на Украине, находится в Амвросиевском районе Донецкой области. C 2014 года находится под контролем самопровозглашенной Донецкой Народной Республики.

## География
Село расположено на правом берегу реки под названием Крынка.

#### Соседние населённые пункты по странам света
С: Овощное (выше по течению Крынки)
СЗ: Благодатное, Сеятель, Великое Мешково (выше по течению Крынки)
СВ: Рубашкино, Красный Луч, Артёмовка (все выше по течению Крынки), Кринички
З: Новоамвросиевское
В: —
ЮЗ: город Амвросиевка
ЮВ: Нижнекрынское (все ниже по течению Крынки), Житенко
Ю: Белояровка (ниже по течению Крынки)

## Население
Население по переписи 2001 года составляет 629 человек.

## Общие сведения
Почтовый индекс — 87340. Телефонный код — 6259. Код КОАТУУ — 1420681002.

## Известные уроженцы
- Балабаев, Александр Васильевич — Герой Советского Союза.

## Адрес местного совета
87340, Донецкая область, Амвросиевский район, с. Артемовка, ул.Шевченко, 45, 39-4-18